# Lacis
Lacis là một chi thực vật có hoa trong họ Podostemaceae.

## Loài
Chi Lacis gồm các loài: